# 泥餅

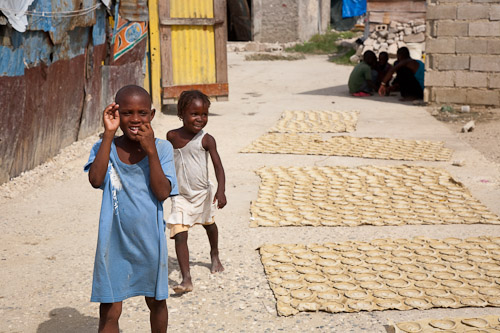
在中午時分處於曬乾過程的泥餅

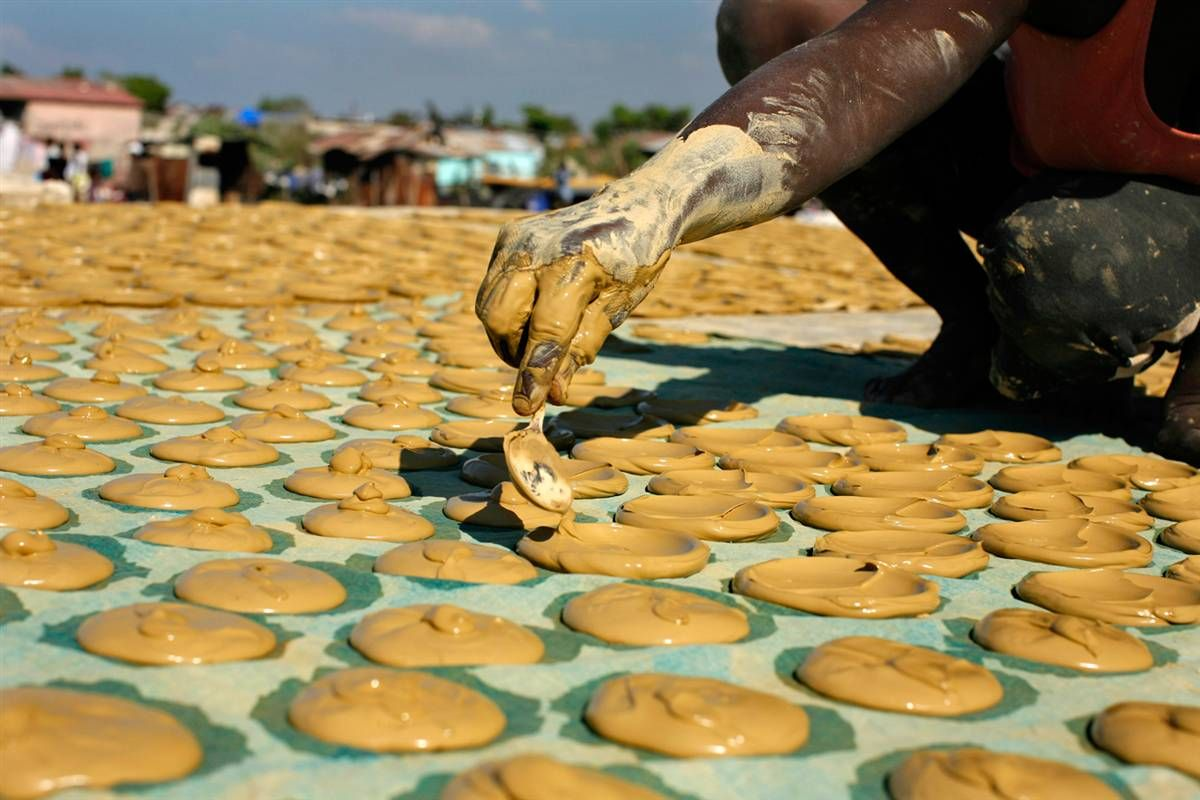
準備中的泥餅

泥餅，又稱圓酥餅（Galette），是海地的一種小食，這種尤其受孕婦歡迎的食物可以在太陽城等貧民窟找到。該小食的原材料——高嶺石（觀音土）大部分收集自安什鎮附近的海地中部高原地帶，隨後用卡車運到諸如太子港拉薩林區（La Saline）等地的市場，讓婦女們添購，並最終由她們在安息日堡等棚戶區加工成餅乾。製作泥餅时，首先要過濾泥土，以去除岩石和土塊，然後混合食鹽、植物起酥油或氫化脂肪攪拌，再將餅漿壓扁成圓盤狀，並在太陽下曬乾，成品最後會經由桶子運輸至市場或街道上出售。
由於其富含礦物質，泥餅在海地傳統上多被視為孕婦和兒童向的膳食补充剂，並相信含鈣的它們能充當抗酸药和營養品。大部分如海地衛生部執行主任加布里埃爾·提摩西（Gabriel Thimothee）等醫生對此表示質疑，警告食用者可能出現蛀牙、便秘和例如寄生蟲病等更為糟糕的情況，但科羅拉多州立大學免疫學教授傑拉爾德·N·卡拉漢（Gerald N. Callahan）亦認為儘管弊多於利，泥餅也可以增強子宮內胎兒對某些疾病的免疫力。泥餅的生產成本低廉，即使製作成本自2007年以來增加了約1.5美元，但2008年製作100塊餅乾所需的泥土價格僅需5美元（每塊大約5美分），因此特別是2008年全球食品出現價格上漲危機時被大部分海地人用來充飢。
泥餅的口感順滑，帶黃油味和鹹味。《洛杉磯時報》的記者吃完後形容其接觸到舌頭的瞬間就吸走了嘴裡的水分，且有持續數小時的刺鼻泥土餘味。